# 屋比久孟伝
屋比久 孟伝（やびく もうでん、1878年 - 1941年）は明治期から昭和初期にかけての空手家。沖縄県首里出身。
少年時代より空手を首里手の大家・糸洲安恒に師事。1911年（明治44年）、衰退する琉球古武道を危惧し「琉球古武術研究会」を設立する。
1930年（昭和5年）に小学校の教員を辞職して上京。翌年に東京笹塚に居を定め、警視庁や大学で、また公民館で空手と琉球古武術を指導した。主だった弟子の中には、後に「琉球古武道保存振興会」を設立する平信賢がいる。
東京で最後に免許皆伝を授けた弟子が田島幸徳（写真資料提供）であり、病床の師に代わり市民を指導した。

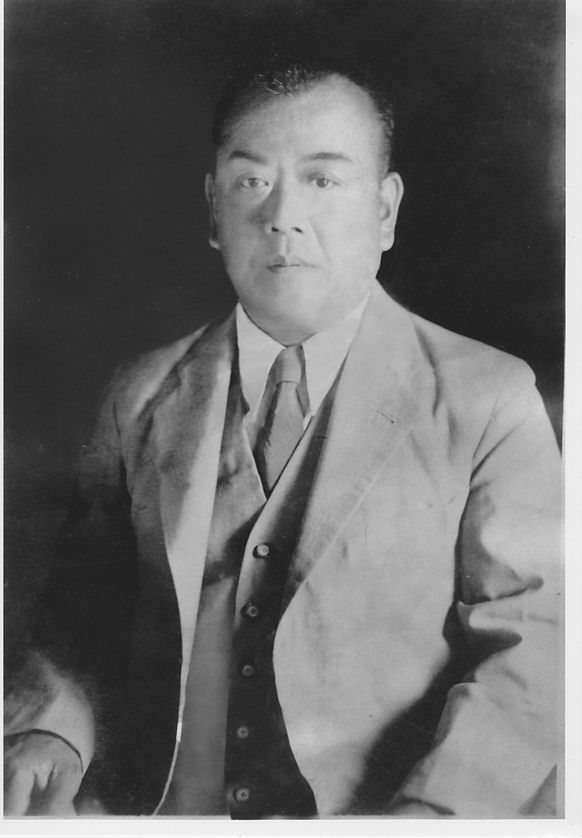